# Oelshausen
Oelshausen ist ein südsüdwestlicher Stadtteil von Zierenberg im nordhessischen Landkreis Kassel mit etwa 560 Einwohnern.

## Geographische Lage
Das Haufendorf Oelshausen mit seinen vielen Fachwerkhäusern liegt 16,5 km westlich der Kasseler Innenstadt im Naturpark Habichtswald. Es befindet sich zwischen dem Zierenberger Stadtteil Burghasungen im Nordosten und dem Wolfhagener Stadtteil Istha im Südwesten. Das von der Bundesstraße 251 tangierte Dorf wird vom Oberlauf der Erpe durchflossen und vom Burghasunger Berg (479,7 m ü. NHN) im Nordnordosten, Hundsberg (496 m) im Ostsüdosten, Wattenberg (516,2 m) im Südsüdosten und Isthaberg (523,1 m) im Westen umrahmt. Die Anschlussstelle Zierenberg der Bundesautobahn 44 (Dortmund–Kassel) liegt knapp 2 km nordöstlich.

## Geschichte

### Ortsgeschichte
Im 11. Jahrhundert wird der Ort als Hosicheshusun bekanntermaßen erstmals urkundlich erwähnt, als der Ritter Gumbert das Dorf dem in diesem Jahr von Erzbischof Siegfried I. von Mainz gestifteten Kanonikerstift auf dem Hasunger Berg schenkte. Das Schicksal des Ortes blieb in der Folgezeit eng mit dem 1080/81 von einem Stift in ein Benediktinerkloster der Hirsauer Observanz umgewandelten Kloster Hasungen verknüpft, bis dieses nach der Einführung der Reformation in der Landgrafschaft Hessen 1527 säkularisiert wurde. Die Dorfkirche wurde im Jahr 1241 durch den Mainzer Erzbischof Siegfried III. dem Kloster Hasungen angegliedert. Ab 1585 war die Kirche dann Filial von Ehlen.
Im Dreißigjährigen Krieg wurde das Dorf von Truppen des Heerführers Tilly um 1624 geplündert, und während des Siebenjährigen Krieges, in den Jahren 1758/59, kam es wiederholt zu Plünderungen durch französische Truppen, die in den Wäldern um Oelshausen lagen.
Hessische Gebietsreform (1970–1977)
Im Zuge der Gebietsreform in Hessen wurde die bis dahin selbständige Gemeinde Oelshausen am 1. Februar 1971 auf freiwilliger Basis in die Stadt Zierenberg eingemeindet. Für Oelshausen wurde ein Ortsbezirk mit Ortsbeirat und Ortsvorsteher nach der Hessischen Gemeindeordnung eingerichtet.

### Verwaltungsgeschichte im Überblick
Die folgende Liste zeigt die Staaten und Verwaltungseinheiten, in denen Oelshausen lag bzw. liegt:
- vor 1567: Heiliges Römisches Reich, Landgrafschaft Hessen, Amt Kassel, Vogtei Hasungen
- ab 1567: Heiliges Römisches Reich, Landgrafschaft Hessen-Kassel, Vogtei Hasungen
- 1787: Heiliges Römisches Reich, Landgrafschaft Hessen-Kassel, Vogtei Hasungen
- ab 1806: Landgrafschaft Hessen-Kassel, Vogtei Hasungen
- 1807–1813: Königreich Westphalen, Departement der Fulda, Distrikt Kassel, Kanton Hoof
- ab 1815: Kurfürstentum Hessen, Vogtei Hasungen[8]
- ab 1821: Kurfürstentum Hessen, Provinz Niederhessen, Kreis Wolfhagen[9]
- ab 1848: Kurfürstentum Hessen, Bezirk Kassel
- ab 1851: Kurfürstentum Hessen, Provinz Niederhessen, Kreis Wolfhagen
- ab 1867: Königreich Preußen, Provinz Hessen-Nassau, Regierungsbezirk Kassel, Kreis Wolfhagen
- ab 1871: Deutsches Reich,  Königreich Preußen, Provinz Hessen-Nassau, Regierungsbezirk Kassel, Kreis Wolfhagen
- ab 1918: Deutsches Reich, Freistaat Preußen, Provinz Hessen-Nassau, Regierungsbezirk Kassel, Kreis Wolfhagen
- ab 1944: Deutsches Reich, Freistaat Preußen, Provinz Kurhessen, Landkreis Wolfhagen
- ab 1945: Deutsches Reich, Amerikanische Besatzungszone, Groß-Hessen, Regierungsbezirk Kassel, Landkreis Wolfhagen
- ab 1946: Deutsches Reich, Amerikanische Besatzungszone, Hessen, Regierungsbezirk Kassel, Landkreis Wolfhagen
- ab 1949: Bundesrepublik Deutschland, Hessen, Regierungsbezirk Kassel, Landkreis Wolfhagen
- ab 1972: Bundesrepublik Deutschland, Hessen, Regierungsbezirk Kassel, Landkreis Kassel

## Bevölkerung

### Einwohnerstruktur 2011
Nach den Erhebungen des Zensus 2011 lebten am Stichtag dem 9. Mai 2011 in Oelshausen 528 Einwohner. Darunter waren 12 (2,3 %) Ausländer. Nach dem Lebensalter waren 90 Einwohner unter 18 Jahren, 203 zwischen 18 und 49, 129 zwischen 50 und 64 und 96 Einwohner waren älter. Die Einwohner lebten in 219 Haushalten. Davon waren 48 Singlehaushalte, 69 Paare ohne Kinder und 81 Paare mit Kindern, sowie 18 Alleinerziehende und 3 Wohngemeinschaften. In 36 Haushalten lebten ausschließlich Senioren und in 153 Haushaltungen lebten keine Senioren.

### Einwohnerentwicklung
Quelle: Historisches Ortslexikon
- 1585: 32 Haushaltungen
- 1747: 58 Haushaltungen

| Oelshausen: Einwohnerzahlen von 1834 bis 2021 | Oelshausen: Einwohnerzahlen von 1834 bis 2021 | Oelshausen: Einwohnerzahlen von 1834 bis 2021 | Oelshausen: Einwohnerzahlen von 1834 bis 2021 | Oelshausen: Einwohnerzahlen von 1834 bis 2021 |
| --- | --------------------------------------------- | --------------------------------------------- | --------------------------------------------- | --------------------------------------------- |
| Jahr |                                               |                                               |                                               | Einwohner                                     |
| 1834 | 1834                                          |                                               | 456                                           | 456                                           |
| 1840 | 1840                                          |                                               | 451                                           | 451                                           |
| 1846 | 1846                                          |                                               | 451                                           | 451                                           |
| 1852 | 1852                                          |                                               | 459                                           | 459                                           |
| 1858 | 1858                                          |                                               | 405                                           | 405                                           |
| 1864 | 1864                                          |                                               | 413                                           | 413                                           |
| 1871 | 1871                                          |                                               | 428                                           | 428                                           |
| 1875 | 1875                                          |                                               | 427                                           | 427                                           |
| 1885 | 1885                                          |                                               | 419                                           | 419                                           |
| 1895 | 1895                                          |                                               | 407                                           | 407                                           |
| 1905 | 1905                                          |                                               | 362                                           | 362                                           |
| 1910 | 1910                                          |                                               | 357                                           | 357                                           |
| 1925 | 1925                                          |                                               | 347                                           | 347                                           |
| 1939 | 1939                                          |                                               | 364                                           | 364                                           |
| 1946 | 1946                                          |                                               | 566                                           | 566                                           |
| 1950 | 1950                                          |                                               | 525                                           | 525                                           |
| 1956 | 1956                                          |                                               | 462                                           | 462                                           |
| 1961 | 1961                                          |                                               | 428                                           | 428                                           |
| 1967 | 1967                                          |                                               | 459                                           | 459                                           |
| 1970 | 1970                                          |                                               | 476                                           | 476                                           |
| 1975 | 1975                                          |                                               | 495                                           | 495                                           |
| 1980 | 1980                                          |                                               | 510                                           | 510                                           |
| 1985 | 1985                                          |                                               | 516                                           | 516                                           |
| 1990 | 1990                                          |                                               | 511                                           | 511                                           |
| 1995 | 1995                                          |                                               | 562                                           | 562                                           |
| 2000 | 2000                                          |                                               | 550                                           | 550                                           |
| 2005 | 2005                                          |                                               | 559                                           | 559                                           |
| 2011 | 2011                                          |                                               | 528                                           | 528                                           |
| 2015 | 2015                                          |                                               | 532                                           | 532                                           |
| 2018 | 2018                                          |                                               | 564                                           | 564                                           |
| 2021 | 2021                                          |                                               | 573                                           | 573                                           |
| Datenquelle: Historisches Gemeindeverzeichnis für Hessen: Die Bevölkerung der Gemeinden 1834 bis 1967. Wiesbaden: Hessisches Statistisches Landesamt, 1968. Weitere Quellen: LAGIS; Stadt Zierenberg; Zensus 2011 |                                               |                                               |                                               |                                               |

## Religion

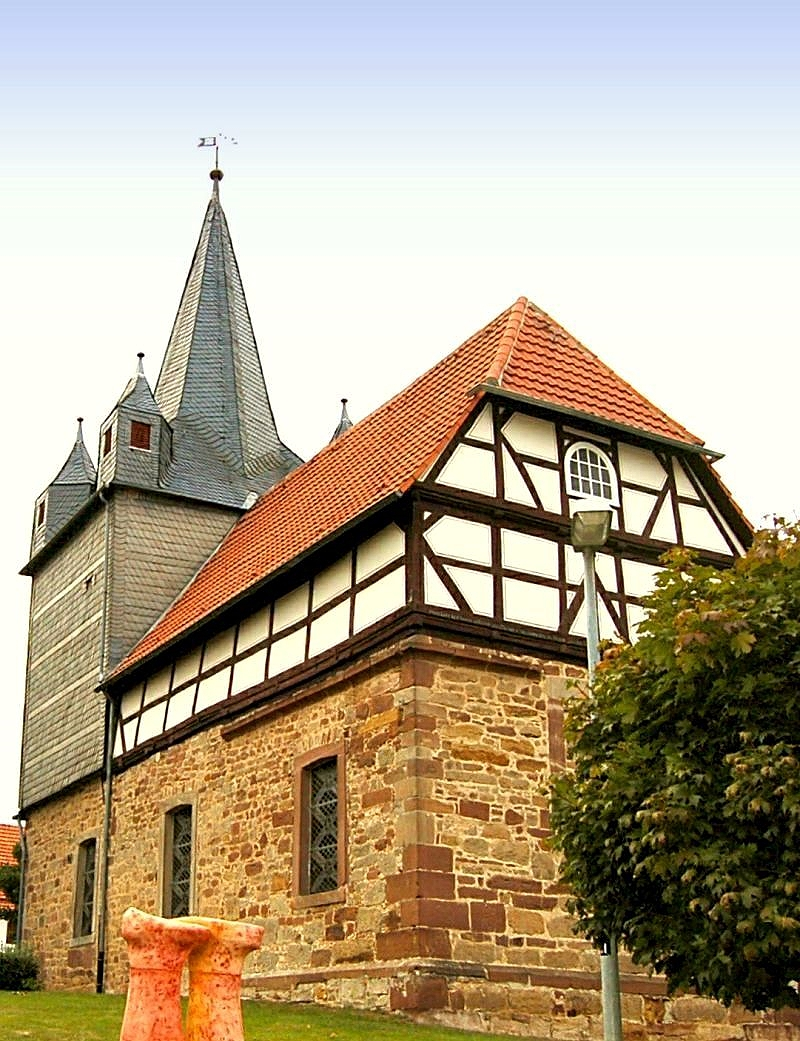
Kirche Oelshausen

Die Oelshäuser Kirche, ein Steinbau mit Fachwerkoberbau, ist eine Saalkirche in der Ortsmitte. Aus dem 11. Jahrhundert stammen eine vermauerte Rechtecktür und ein romanisches Tympanon. Die Tür befindet sich an  der Nordwand unter der Turmmitte.
1921 wurde das Ehrenmal neben der Kirche zum Gedenken der im Ersten Weltkrieg Gefallenen errichtet und nach dem Zweiten Weltkrieg mit Gedenktafeln für die Gefallenen aus der Gemeinde ergänzt.
Seit der Einführung der Reformation in Hessen ist die Bevölkerung mehrheitlich evangelisch. Die evangelische Kirchengemeinde Oelshausen gehört heute zum Kirchspiel Istha.
Historische Religionszugehörigkeit
| Quelle: Historisches Ortslexikon |                                                                    |
| • 1834:                          | 415 evangelische (= 100 %) Einwohner                               |
| • 1961:                          | 366 evangelische (= 85,15 %), 59 katholische (= 13,79 %) Einwohner |

Der schwindende Einfluss der Christlichen Kirchen in Deutschland zeigt sich auch daran, dass beim Zensus 2011 in der Stadt sich nur noch 76 % der Einwohner zu einer christlichen Konfession bekannten.

## Vereine
Zahlreiche Vereine prägen das dörfliche Leben. Die DORF-eigen-ART e.V. stellt Kunstwerke in Privatwohnungen der Oelshäuser aus. Im Turnus von vier Jahren wird diese Ausstellung in der ersten Septemberwoche realisiert. Für dieses Engagement wurde Oelshausen bereits ausgezeichnet.

## Wirtschaft und Infrastruktur
Das Dorfgemeinschaftshaus mit Bücherei und einer Kegelbahn steht direkt neben dem Sportplatz. Außerdem sind ein Spielplatz, Wanderwege und eine Grillhütte vorhanden. Weiterhin gibt es Gaststätten und Pensionen.
Im Ort gibt es mehrere Betriebe mit insgesamt ca. 120 Arbeitsplätzen.

## Öffentliche Verkehrsanbindung
- Buslinie 110: Kassel Innenstadt – Wolfhagen Bahnhof
- Buslinie 113: Wenigenhasungen Schule
- Buslinie 117: Zierenberg Schule
- Anrufsammeltaxi 118: Zierenberg Helfensteine